# The Mill Girl (film 1913)
The Mill Girl è un cortometraggio muto del 1913 diretto da Warwick Buckland.

## Trama
Un caposquadra blocca una ragazza che lavora al mulino accusandola di furto. Verrà costretto dai suoi compagni di lavoro ad andare alla stazione di polizia.

## Produzione
Il film fu prodotto dalla Hepworth.

## Distribuzione
Distribuito dalla Hepworth, il film - un cortometraggio in una bobina - uscì nelle sale cinematografiche britanniche nel febbraio 1913.
Si conoscono pochi dati del film che, prodotto dalla Hepworth, fu distrutto nel 1924 dallo stesso produttore, Cecil M. Hepworth. Fallito, in gravissime difficoltà finanziarie, il produttore pensò in questo modo di poter almeno recuperare il nitrato d'argento della pellicola.